# Actizera panaegides
Actizera panaegides är en fjärilsart som beskrevs av Otto Staudinger 1886. Actizera panaegides ingår i släktet Actizera och familjen juvelvingar. Inga underarter finns listade i Catalogue of Life.